# Peter Gustav Lejeune Dirichlet
Johann Peter Gustav Lejeune Dirichlet (Düren, actual Alemania, 13 de febrero de 1805 - Gotinga, actual Alemania, 5 de mayo de 1859) fue un matemático alemán al que se le atribuye la definición "formal" moderna de una función. Fue educado en Alemania, y después en Francia, donde aprendió de muchos de los más renombrados matemáticos del tiempo, relacionándose con algunos como Fourier. Sus métodos proporcionaron una perspectiva completamente nueva y sus resultados se encuentran entre los más importantes de las matemáticas. Hoy en día sus técnicas están más en auge que nunca.

 "... Dirichlet creó una parte nueva en las matemáticas, la aplicación de las series infinitas que Fourier ha introducido en la teoría del calor en la exploración de las propiedades de los números primos. Él ha descubierto una variedad de teoremas que ... son los pilares de las nuevas teorías". 
C. G. J. Jacobi el 21 de diciembre de 1846 en una carta a Alexander von Humboldt

## Biografía

### Infancia
Dirichlet nació en Düren, donde su padre era el jefe de la oficina de correos. Su familia era natural del pueblo de Richelet en Bélgica, de donde su apellido "Lejeune Dirichlet" ("le jeune de Richelet" = "el joven de Richelet") derivó, y ese era el lugar donde vivió su abuelo. Aunque no se tratara de una familia rica y él fuese el menor de siete sucesores, sus padres pudieron pagar su educación.
Al principio, Dirichlet acudió a la escuela pública, más tarde, a la escuela privada con el fin de convertirse en mercader, profesión que aborrecía, y puesto que antes de los 12 años ya mostraba un gran interés por las matemáticas, pidió permiso a sus padres para continuar con su formación académica. Estos accedieron enviándolo en 1817 al Gymnasium en Bonn, bajo la supervisión de Peter Joseph Elvenich.
Dirichlet fue conspicuo por sus modales y decencia: su carácter abierto y fácil provocaba que todo aquel que contactara con él, se hiciera su amigo. Por otro lado, a pesar de ser industrioso, dedicaba casi todos sus esfuerzos a las matemáticas y a la historia. Le interesaban particularmente, los grandes acontecimientos históricos, como la Revolución Francesa, y los asuntos públicos, sobre los cuales opinaba cuando menos, desde un punto de vista liberal, que probablemente le fuera inculcado por sus progenitores.

### Juventud
En 1820, se desplazó a Colonia para ingresar en el gimnasio de los jesuitas, bajo la supervisión de Georg Simon Ohm, quien lo ayudó con el aprendizaje de las matemáticas. Después de un año, Dirichlet dejó el instituto con tan sólo un certificado dado que sus carencias al hablar Latín fluido no le permitían obtener el Abitur. Pero esto no lo detuvo y aunque sus padres querían que estudiara derecho, consiguió convencerlos para que le pagaran la formación en matemáticas.
Por aquel entonces en Alemania sólo existía la oportunidad de estudiar matemáticas avanzadas con Gauss, a quien no le gustaba enseñar y además estaba como profesor de astronomía en la Universidad de Gotinga. Por el contrario, las condiciones en Francia eran infinitamente mejores dado que eminencias científicas como Laplace, Legendre, Fourier, Poisson y Cauchy se encontraban activos en París. De manera que Dirichlet decidió trasladarse allí en mayo de 1822, bajo el consentimiento de sus padres que aún tenían amistad con algunas familias francesas. Así, Dirichlet asistió a clases en el Collège de France y en la Faculté des sciences de Paris, donde recibió lecciones de Hachette, entre otros, a la vez que se dedicaba al estudio en privado del libro de Gauss, Disquisitiones Arithmeticae. En 1823 fue recomendado al general Foy, que lo contrató como tutor privado de sus hijos con la intención de que les enseñará alemán. Gracias a esta tarea, Dirichlet por fin podía prescindir del respaldo financiero de sus progenitores.
Su primera publicación comprendió una demostración particular del teorema de Fermat, para el caso n=5, que también fue completada por Legendre, uno de sus revisores. Dirichlet completó su propia prueba casi al mismo tiempo; más adelante completó también la prueba para n=14.
En noviembre de 1825, tras la muerte del General Foy, Dirichlet tuvo que volver a Prusia, puesto que no pudo conseguir ningún puesto de trabajo en Francia. Con la ayuda de Humbolt y una carta de reconocimiento escrita por Gauss en la que lo felicitaba por su trabajo sobre el último teorema de Fermat, consiguió una plaza como profesor en la Universidad de Breslavia, en Breslavia (Breslau, región de Silesia).
Aun y con todo, Dirichlet seguía sin tener una tesis doctoral, con lo cual decidió presentar su memoria sobre el último teorema de Fermat en la Universidad de Bonn. A pesar de los problemas para expresarse en Latín fluido, finalmente, se le otorgó el título de doctor honoris causa. Asimismo, en 1827-1828, se le concedió la oportunidad de llevar a cabo la disputa en Latín para la obtención de la habilitación. Gracias a esto, consiguió un puesto en la Academia Militar de Prusia, pero él quería desplazarse a Berlín.

### Madurez
En 1831, Dirichlet consiguió ser transferido a la Facultad de Filosofía de Berlín, pero la facultad lo obligaba a renovar la Habilitación y éste pospuso la disputa veinte años. Esta elección lo obligó a mantenerse de forma paralela como profesor en la escuela militar y en la universidad.
Dirichlet gozó de una buena reputación entre sus estudiantes debido a la claridad de sus explicaciones y disfrutó de la enseñanza. Además consiguió introducir el cálculo integral y diferencial en el plan de estudios de la Academia Militar elevando significativamente el nivel de la educación científica. Durante esos años, Dirichlet conoció a Jacobi y se convirtieron en amigos cercanos, ayudándose mutuamente en numerables ocasiones.
Se casó con Rebecka Mendelssohn, que venía de una distinguida familia de judíos conversos. Era la nieta del filósofo Moses Mendelssohn, hija de Abraham Mendelssohn y hermana del compositor Felix Mendelssohn.
La carga del matrimonio y sus dos oficios cada vez era más pesada y no le dejaba tiempo para sus investigaciones personales. A pesar de que en 1851 ya había completado todos los requisitos formales para ser contratado como un profesor de jornada completa, el aumento de sueldo nunca llegaría y tendría que lidiar con esa situación hasta 1855, año en el que Gauss falleció y la Universidad de Gotinga lo llamó para sucederlo. Su nuevo trabajo le permitiría disfrutar de más tiempo para su trabajo personal y para contactar con nuevos científicos como Bernhard Riemann.
Fueron estudiantes suyos Ferdinand Eisenstein, Leopold Kronecker y Rudolf Lipschitz.

### Fallecimiento
Finalmente, varios meses después del fallecimiento de su esposa Rebecka, el 5 de mayo de 1859 Dirichlet murió en Gotinga. Su cerebro se conserva en el departamento de fisiología de la Universidad de Gotinga, junto con el de Jacobi.
Tras la muerte de Dirichlet, su amigo y colega matemático Richard Dedekind recopiló, editó y publicó sus lecciones y otros resultados en teoría de números bajo el título Vorlesungen über Zahlentheorie (Lecciones sobre Teoría de Números).

## Investigación matemática

### Teoría de números
La Teoría de números fue el principal interés investigador de Dirichlet, un campo en el que encontró varios resultados profundos y, al demostrarlos, introdujo algunas herramientas fundamentales, muchas de las cuales recibieron posteriormente su nombre. En 1837, Teorema de Dirichlet sobre progresiones aritméticas, utilizando conceptos del análisis matemático para abordar un problema algebraico y creando así la rama de la teoría analítica de números. Al demostrar el teorema, introdujo los caracteres de Dirichlets y las funciones L.  Además, en el artículo señaló la diferencia entre la convergencia absoluta y la convergencia condicional de las series y su impacto en lo que más tarde se llamó el Teorema de las series de Riemann. En 1841, generalizó su teorema de las progresiones aritméticas de los números enteros al anillo de enteros gaussianos {\displaystyle \mathbb {Z} [i]}.
En un par de artículos de 1838 y 1839, demostró la primera fórmula del número de clase, para forma cuadráticas (posteriormente refinada por su alumno Kronecker). La fórmula, que Jacobi calificó como un resultado "que tocaba lo máximo de la perspicacia humana", abrió el camino a resultados similares relativos a cuerpos numéricos más generales. Basándose en su investigación de la estructura del grupo unidad de cuerpos cuadráticos, demostró el teorema de las unidades de Dirichlet, un resultado fundamental en teoría algebraica de números.
Utilizó por primera vez el principio del casillero, un argumento básico de recuento, en la demostración de un teorema en aproximación diofántica, más tarde llamado en su honor teorema de aproximación de Dirichlet. Publicó importantes contribuciones al último teorema de Fermat, para el que demostró los casos n = 5 y n = 14, y a la ley de reciprocidad bicuadrática.  El problema del divisor de Dirichlet, para el que encontró los primeros resultados, sigue siendo un problema sin resolver en teoría de números a pesar de las contribuciones posteriores de otros matemáticos.

### Análisis

Dirichlet encontró y demostró las condiciones de convergencia para la descomposición de series de Fourier. En la imagen: las cuatro primeras aproximaciones de la serie de Fourier para una onda cuadrada.

Inspirado por el trabajo de su mentor en París, Dirichlet publicó en 1829 una famosa memoria en la que daba las condiciones, mostrando para qué funciones se cumple la convergencia de la serie de Fourier.  Antes de la solución de Dirichlet, no sólo Fourier, sino también Poisson y Cauchy habían intentado sin éxito encontrar una prueba rigurosa de la convergencia. La memoria señaló el error de Cauchy e introdujo la prueba de Dirichlet para la convergencia de las series. También introdujo la función de Dirichlet como ejemplo de función no integrable (la integral definida era todavía un tema en desarrollo en aquella época) y, en la demostración del teorema de la serie de Fourier, introdujo el núcleo de Dirichlet y la integral de Dirichlet. 
Dirichlet también estudió el primer problema de valor límite, para la ecuación de Laplace, demostrando la unicidad de la solución; este tipo de problema en la teoría de las ecuaciones diferenciales parciales recibió posteriormente el nombre de problema de Dirichlet en su honor. Una función que satisface una ecuación diferencial parcial sujeta a las condiciones de frontera de Dirichlet debe tener valores fijos en la frontera. En la demostración utilizó especialmente el principio de que la solución es la función que minimiza la llamada Energía de Dirichlet. Más tarde Riemann denominó a este planteamiento el principio de Dirichlet, aunque sabía que también había sido utilizado por Gauss y por Lord Kelvin.

### Introducción del concepto moderno de función
Al tratar de calibrar el rango de funciones para las que se puede demostrar la convergencia de la serie de Fourier, Dirichlet define una función por la propiedad de que "a toda x le corresponde una única y finita", pero luego restringe su atención a las funciones continuas por trozos. Basándose en esto, se le atribuye la introducción del concepto moderno de función, en contraposición al antiguo concepto vago de función como fórmula analítica. Imre Lakatos cita a Hermann Hankel como el origen temprano de esta atribución, pero rebate la afirmación diciendo que "hay amplias pruebas de que no tenía ni idea de este concepto [.... ] por ejemplo, cuando habla de funciones continuas a trozos, dice que en los puntos de discontinuidad la función tiene dos valores". 

### Otros campos
Dirichlet también trabajó en física matemática, dando conferencias y publicando investigaciones en teoría del potencial (incluyendo el problema de Dirichlet y el principio de Dirichlet mencionados anteriormente), la teoría del calor y la hidrodinámica.Mejoró el trabajo de Lagrange sobre sistemas conservativos demostrando que la condición para el equilibrio es que la energía potencial sea mínima. 
Dirichlet también dio conferencias sobre teoría de la probabilidad y mínimos cuadrados, introduciendo algunos métodos y resultados originales, en particular para teoremas del límite y una mejora del método de Laplace de aproximación relacionada con el teorema del límite central.  La distribución de Dirichlet y el proceso de Dirichlet, basados en la integral de Dirichlet, llevan su nombre.